# Peperomia lyman-smithii
Peperomia lyman-smithii är en pepparväxtart som beskrevs av Truman George Yuncker. Peperomia lyman-smithii ingår i släktet peperomior, och familjen pepparväxter. Utöver nominatformen finns också underarten P. l. macrophylla.